# Дауни, Джон Томас
Джон Томас «Джек» Дауни (англ. John Thomas «Jack» Downey; 9 апреля 1930, Уоллингфорд, Нью-Хейвен, Коннектикут, США — 17 ноября 2014, Бранфорд, там же) — американский государственный и общественный деятель.
Родившись в 1930 году в семье с профессиональными юридическими традициями, Джон Дауни поступил в Йельский университет, который окончил в 1951 году, и тогда же присоединился к Центральному разведывательному агентству. После недолгой подготовки, он был послан в Японию, а затем в Южную Корею для выполнения секретных операций. Будучи агентом ЦРУ, Дауни был захвачен в 1952 году при проведении операции на территории КНР и пробыл 20 лет, 3 месяца и 14 дней в плену. После освобождения в 1973 году, он занялся образованием, и изучив право в Гарвардском университете, после карьеры в администрации штата, стал судьёй Верховного суда Коннектикута. Удостоенный высших наград ЦРУ, Джон Дауни скончался в 2014 году в штате Коннектикут.

## Биография

### Молодые годы
Джон Томас Дауни родился 9 апреля 1930 года в городе Уоллингфорд в штате Коннектикут, в семье Джона Э. Дауни и Мэри В. О’Коннелл. У него был брат Уильям Ф. Дауни и сестра Джоан Уолш Нашуа. Его отец служил судьёй по делам о наследстве, а дед был законодателем. В возрасте восьми лет, после гибели отца в автомобильной аварии, семья переехала в Нью-Бритен. Его мать одна содержала семью, работая учителем в средней школе.
В 1943 году Дауни окончил Школу Святого Иосифа, в 1947 году — частную Чот-школу в Уоолингфорде, а в 1951 году — Йельский университет, во время учёбы в котором был звездой футбольной команды, а также занимался борьбой и регби. Во время учёбы он был членом братства «St. Anthony Hall».

### Карьера в ЦРУ
После получения образования, в июне 1951 года Дауни присоединился к Центральному разведывательному управлению. Он прошёл программу тренировки на базе Форт-Беннинг (штат Джорджия), где совершил свой первый прыжок с парашютом. После шести месяцев обучения, зимой 1952 года, Дауни в звании второго лейтенанта был отправлен в Юго-Восточную Азию, а именно в Японию. После начала Корейской войны, Дауни получил назначение в секретную программу под названием «Третья сила» (англ. Third Force), задачей которой было создание сети сопротивления путём заброса небольших групп антикоммунистических китайских эмигрантов в КНР, для их последующего соединения с недовольными генералами и местными отрядами. Целью операции была дестабилизация нового правительства Мао Цзэдуна и отвлечение его от участия в конфликте, в котором США выступали на стороне Южной Кореи. В это время, коммунизм, как видилось, представлял собой всемирную угрозу, и Дауни позже отмечал, что «мне казалось, что будущее человечества поставлено на карту».
Джону Дауни был поручен отбор и подготовка команды китайских агентов, в которую он включил четырех человек. Они высадились в южном Китае в апреле 1952 года и пропали без вести. После этого Дауни подобрал другую команд, на этот раз из пяти агентов. Они высадились в Маньчжурии в середине июля и быстро установили радиосвязь с Дауни. Вскоре в ЦРУ решили отправить шестого агента в качестве курьера между командой и базой Дауни. В сентябре он был высажен с самолёта на парашюте над Маньчжурией, установил контакт с Дауни и начал свою миссию. Два месяца спустя его миссия была завершена, и в ноябре курьер попросил Дауни по рации эвакуировать его из Китая. Дауни отослал сообщение в штаб, и узнал, что самолёт прибудет 29 ноября. Для осуществления операции, в начале ноября к Дауни прибыл 25-летний агент Ричард Фекто.

### Пленение и тюремное заключение

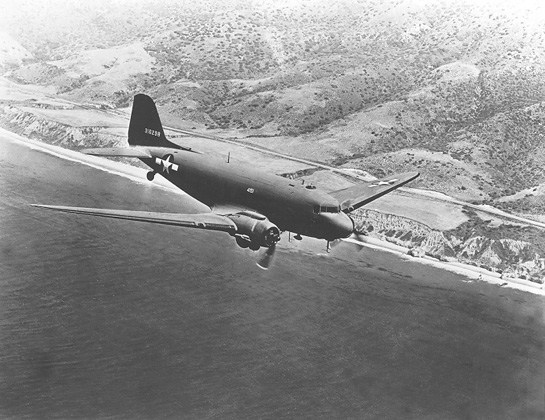
«Douglas C-47 Skytrain» в полёте.

Ночью 29 ноября, невооружённый самолёт «Douglas C-47 Skytrain», на борту которого находились пилоты Роберт С. Снодди (31 год) и Норман А. Шварц (25 лет), а также Дауни и Фекто, взлетел с базы в Корее и вошёл в китайское воздушное пространство над плоскогорьем Чанбайшань. Используя лебёдку с крюками, они хотели забрать агента в специальной упряжке с земли без посадки. Ориентируясь по трём кострам, разожжёнными агентами на земле, экипаж самолёта сбросил им продукты и оборудование, и пилоты повели его на второй круг. Через 45 минут, самолёт приблизился к месту подъёма агента в упряжке, стоявшего среди четырёх или пяти человек на залитой лунным светом поляне. Вдруг с обеих сторон по самолёту был открыт огонь из зенитных орудий, вследствие чего у него отключился двигатель и «C-47» упал в близлежащем лесу, проламывая ветки деревьев.
Первоначально, все находившиеся на борту самолёта были признаны правительством США пропавшими без вести, по легенде — с коммерческого рейса, совершавшего полёт из Китая в Японию, и исчезнувшего с 3 на 4 декабря над Японским морем. Директор ЦРУ Уолтер Беделл Смит направил семьям Дауни и Фекто письма с признанием того, что они пропали.
В действительности, пилоты Шварц и Снодди скончались на месте происшествия, а агенты были извлечены из под обломков и арестованы офицерами безопасности КНР, препровождены в ближайший полицейский участок в Аньту, а затем на грузовиках перевезены в тюрьму — в 400 милях от Мукдена. Дауни и Фекто были закованы в кандалы и посажены в клетки, и находясь по отдельности друг от друга, давали разные и обманчивые показания, запутывая следователей. Подвергаясь допросам иногда по 24 часа в день в течение нескольких недель, Дауни давали на сон не более чем 30 минут, и время от времени, он был вынужден стоять на ногах несколько часов подряд. Ему всё труднее становилось запоминать свои предыдущие показания и на 16 день Дауни признался, что является агентом ЦРУ. После пяти месяцев нахождения в Шэньяне, Дауни был переведен в тюрьму в Пекине. Он содержался в одиночной камере размером примерно 5 на 8 футов, причём с лампочкой, светящей день и ночь, из-за чего Дауни потерял счет дням и месяцам. К заключённым не применяли физического насилия, но активно подвергали психологическому давлению. После двух лет в такой обстановке и потери около 30 фунтов, в ноябре 1954 года Дауни впервые встретился с Фекто на военном трибунале. Они признали себя виновными, наравне с другими 8 китайскими агентами. 23 ноября, на транслировавшемся на весь мир заседании суда, четыре китайца были приговорены к смертной казни, другие четверо — к пожизненному заключению, как и Дауни, а Фекто дали 20 лет тюрьмы, за попытку свержения коммунистического правительства путём «разжигания вооружённых беспорядков». Оказалось, что курьер был двойным агентом, и Дауни узнал об этом только на суде. После приговора, Дауни был возвращён в одиночную камеру, однако к нему был приставлен переводчик Ву — интеллектуал, твердо стоящий на позициях коммунизма.
В январе следующего года Дауни и Фекто были переведены в общее жилое помещение к 11 членам экипажа сбитого над Китаем «B-29» ВВС США, от которых узнали, что корейская война закончилась почти три года назад. Им разрешали играть в волейбол и свободно общаться, однако через три недели их снова развели по одиночным камерам, где Дауни провел несколько месяцев в полном отчаянии. К 1956 году он решил взять себя в руки и в течение следующих 16 лет придерживался строгого расписания дня: начал заниматься спортом, отжиманиями, приседаниями, подтягиваниями по 3-4 часа в день, бегал по 10 миль в день, читал запоем, в том числе Библию, пытался изучать французский и русский языки, и всячески пытался отвлечь себя от тягот жизни в камере, путём представления в мыслях событий из жизни на родине. В 1957 году китайский премьер Чжоу Эньлай предложил освободить заключённых в обмен на разрешение американским журналистам посетить КНР, однако государственный секретарь США Джон Даллес назвал это «шантажом» и использовал свой контроль над выдачей паспортов для того, чтобы предотвратить любые поездки в Китай. Мать Джека пыталась в течение многих лет добиться освобождения своего сына, но процесс был осложнен тем, что правительство США не хотело признавать свою реальную роль в операции, приведшей к пленению Дауни.

### Освобождение

Ричард Никсон и Чжоу Эньлай, 21 февраля 1972 года, Пекин.

10 апреля 1971 года девять американских дипломатов прибыли в КНР, а три месяца спустя, государственный секретарь США Генри Киссинджер совершил тайную поездку с целью подготовки визита президента Ричарда Никсона. В декабре того же года из тюрьмы был освобождён Ричард Фекто, отбывший 19 из 20 лет заключения. В феврале 1972 года, после прибытия Никсона в Китай, на переговорах была поднята тема статуса Дауни: китайцы требовали официального подтверждения того, что он является агентом ЦРУ, в то время как американцы уверяли их в том, что он был сотрудником министерства обороны. 31 января 1973 года, через четыре дня после подписания парижских мирных соглашений, окончивших вьетнамскую войну, на пресс-конференции в Белом доме Никсон признал связь Дауни с ЦРУ. Три недели спустя, в знак доброй воли, китайцы объявили о том, что Дауни будет выпущен в конце этого года
7 марта, мать Дауни — Мэри перенесла инсульт, и Никсон попросил китайского премьера Чжоу Эньлая освободить Дауни в качестве гуманитарного жеста. 11 марта 1973 года, 42-летний Дауни был посажен на самолёт, а затем на поезд до Гонконга, и в 11 утра 12 марта перешёл мост Ло-Ву, став свободным после 20 лет, 3 месяцев и 14 дней, проведённых в плену, что стало самым долгим сроком за всю историю США.

### Судебная карьера
13 марта Дауни прибыл в США, и в больнице Нью-Бритена, где лечился вместе с матерью, провёл пресс-конференцию, после чего на несколько лет отказался от любых интервью. Позже он признавался, что «в целом, моя миссия не служила интересам США в долгосрочном плане. Потребность в ЦРУ существует для сбора разведывательной информации, но не для вмешательства в дела иностранных государств подпольных образом. Оно необходимо для очищения дома». После возвращения домой, Дауни стал одним из ведущих символов патриотизма и силы духа.
Осенью 1973 года, в возрасте 46 лет, Дауни поступил в Школу права Гарвардского университета, которую окончил через три года. Позже, Дауни занялся юридической практикой в фирме в Уоллигфорде, и пробовал свои силы в политике, безуспешно выставив свою кандидатуру на пост вице-губернатора Коннектикута. В 1978 году губернатор Коннектикута Элла Грассо назначила Дауни на должность секретаря штата по регулированию предпринимательской деятельности, а позже на пост председателя органа управления коммунальным хозяйством, который он занимал в течение двух сроков. В 1982 году Дауни выставил свою кандидатуру на праймериз в Сенат США от Демократической партии, но проиграл Тоби Моффету. В 1983 году он вместе с женой и маленьким сыном совершил «визит доброты» в КНР по приглашению правительства. В 1987 году губернатор Уильям О'Нил назначил Дауни на пост судьи Верховного суда Коннектикута. С 1989 по 1990 год он был председательствующим судьёй по делам несовершеннолетних, и в том же году стал главным административным судьёй по вопросам несовершеннолетних. На этом посту, Дауни инициировал введение альтернативного разрешения споров в отношении несовершеннолетних, и в мае 1995 года, за выдающиеся достижения в области посредничества получил премию «Robert C. Zampano Award». В 1997 году он ушёл в отставку, однако продолжил приходить на неполный рабочий день по три дня в неделю в качестве судебного рефери до зимы 2014 года.
В то же время, Дауни был членом советов Квиннипэкского колледжа, «Чот-Розмари-Холл» и Фут-школы, занимал пост ассоциированного сотрудника Тимоти-Дуайт-колледжа, президента Футбольной ассоциации и Ассоциации спортивной борьбы при Йельском университете, а также помощником спортивного директора Бостонского университета.

### Почести
В 1974 году Джек и Фекто получили Знак «За исключительную службу» и Медаль «За заслуги в разведке» от директора ЦРУ Уильяма Колби. Также, Дауни был награждён Медалью военнопленного.
В конце июня 1998 года, директор ЦРУ Джордж Тенет наградил Дауни Медалью директора ЦРУ за его заслуги перед страной. На закрытой церемонии, Тенет сказал, что они «продемонстрировали героизм совершенно другой величины в течение этих темных десятилетий в плену».
В 2001 году Дауни стал первым обладателем награды «John T. Downey Award». 25 сентября 2002 года в честь Джона Дауни был назван Суд по делам несовершеннолетних и Центр временного содержания, находящиеся на 239-й Уэлли-авеню в городе Нью-Хейвен. В 2004 году Дауни был введён в «Зал спортивной славы Чот-Розмари-Холл». В 2005 году он получил награду «Nathan Hale Award» из рук президента Йельского университета Ричарда Левина. 18 июня 2007 года Ассоциация юристов Коннектикута наградила Дауни премией «Henry J. Naruk Judiciary Award» за его выдающийся вклад в судебной области.
В 2010 году о истории Дауни и Фекто был выпущен фильм «Extraordinary Fidelity», сочетающий в себе документальные и постановочные кадры, и первоначально предназначенный для обучения агентов ЦРУ, но потом выложенный в общественный доступ. В том же году, Дауни и Фекто были награждены Медалью национальной тайной службы от директора ЦРУ Леона Панетты. В 2013 году они были награждены высшим знаком отличия ЦРУ — Крестом «За заслуги в разведке» — от директора ЦРУ Джона Бреннана.
22 сентября 2014 года Джон Дауни был введён в «Зал славы Коннектикута» на торжественной церемонии в Законодательном офисном здании в Хартфорде.

### Смерть и похороны
Джон Дауни скончался 17 ноября 2014 года в возрасте 84 лет от рака поджелудочной железы и болезни Паркинсона в хосписе города Бранфорд (округ Нью-Хейвен, штат Коннектикут). Он оставил после себя жену Одри, с которой прожил 40 лет, сына Джона и своего брата Уильяма Ф. Дауни.
Губернатор Коннектикута Дэнмел Мэллой в связи с его смертью приказал приспустить до половины все флаги штата и США с 18 по 20 ноября, отметив, что «судья Дауни был замечательным человеком, который не только отлично служил судебной системе этого штата, но и с честью служил своей стране, рискуя своей жизнью и претерпев два десятилетия трудностей в качестве заключенного холодной войны в Китае. В Коннектикуте он имел репутацию заботливого и сострадательного лидера, и по сей день он продолжает оставаться образцом для подражания многих в нашем штате». Прощание с Дауни прошло 19 ноября в Похоронном доме Уоллингфорда на 809-й Норт-Мэйн-стрит, месса — 20 января в церкви Святой троицы на 84-й Норт-Колони-стрит, а похороны — на кладбище Сент-Джон в городе Уоллингфорд.

## Личная жизнь
В мае 1975 года Дауни женился на американке китайского происхождения Одри Ли, с которой познакомился летом 1973 года, когда она работала лаборантом-химиком в Йельском университете. В 1980 году у них родился сын Джон Ли Дауни, ставший профессором религиоведения в Университете Ла Салля.